# Espacio (física)
En física, el espacio es una entidad geométrica en la que interactúan los objetos físicos y en el que los sucesos que ocurren tienen una posición y dirección. El espacio físico es habitualmente concebido con tres dimensiones lineales, aunque los físicos modernos usualmente lo consideran, junto con el tiempo, como una parte de un continuo de cuatro dimensiones conocido como espacio-tiempo, que en presencia de materia es curvo. En matemáticas se examinan espacios con diferente número de dimensiones y con diferentes estructuras subyacentes. El concepto de espacio es considerado de fundamental importancia para una comprensión del universo físico aunque haya continuos desacuerdos entre filósofos acerca de si es una entidad, una relación entre entidades, o parte de un marco conceptual.
Muchas de estas cuestiones filosóficas surgieron en el siglo XVII, durante el desarrollo temprano de la mecánica clásica. Según Isaac Newton, el espacio era absoluto, en el sentido de que era permanente y existía independientemente de la materia. En cambio, filósofos como Gottfried Leibniz, pensaban que el espacio era una colección de relaciones entre objetos, dada por su distancia y dirección desde otro. En el siglo XVIII, Immanuel Kant, consecuente con la filosofía idealista, describió el espacio y el tiempo como formas a priori, es decir, existentes solo en la mente humana, no fuera de ella, que nos permiten estructurar experiencias.
En los siglos XIX y XX los matemáticos comenzaron a examinar la geometría no euclidiana, cuyo espacio puede decirse que es curvo, más que plano. De acuerdo a la teoría general de la relatividad de Albert Einstein el espacio alrededor de los campos gravitatorios se desvía del espacio euclídeo. Pruebas de la relatividad general han confirmado que el espacio no euclídeo provee un mejor modelo para la forma del espacio.

## Filosofía del espacio

### Leibniz y Newton

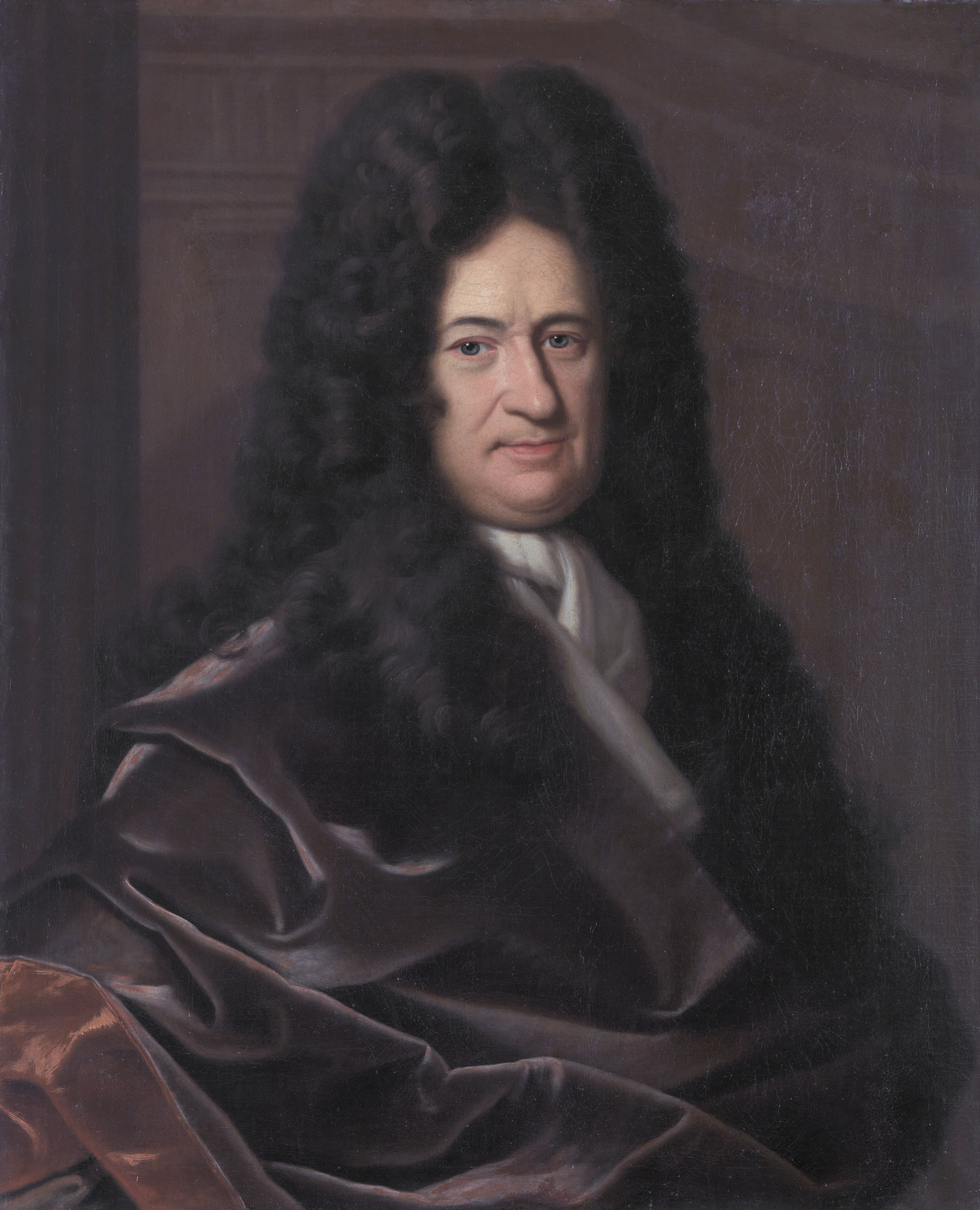
Gottfried Leibniz.

En el siglo XVII, la filosofía del espacio y el tiempo emergió como un ítem central en epistemología y metafísica. En su corazón, Gottfried Leibniz, el filósofo y matemático alemán, e Isaac Newton, el físico y matemático inglés, elaboraron dos teorías opuestas de lo que es el espacio. En vez de ser una entidad que existe independientemente de y por sobre la materia, Leibniz sostuvo que el espacio no es más que una colección de relaciones espaciales entre objetos en el mundo: "space is that which results from places taken together". Las regiones desocupadas son aquellas que podrían tener objetos en ellas, y así relaciones espaciales con otros lugares. Para Leibniz, el espacio era una abstracción idealizada de las relaciones entre las entidades individuales o sus posibles localizaciones y entonces no sería continuo sino discreto.
El espacio podría pensarse de manera similar a las relaciones entre los miembros de una familia. Aunque las personas de una familia están relacionadas entre sí, las relaciones no existen independientemente de la gente.
Leibniz sostuvo que el espacio no podría existir independientemente de los objetos en el mundo porque eso implicaría una diferencia entre dos universos exactamente iguales excepto por la localización del mundo material en cada universo. Pero no habría manera de distinguirlos entre sí ya que, conforme al principio de identidad de los indiscernibles, no habría ninguna diferencia real entre ellos. De acuerdo con el principio de razón suficiente, cualquier teoría del espacio que implique la posibilidad de que existan estos dos universos, debería ser incorrecta.

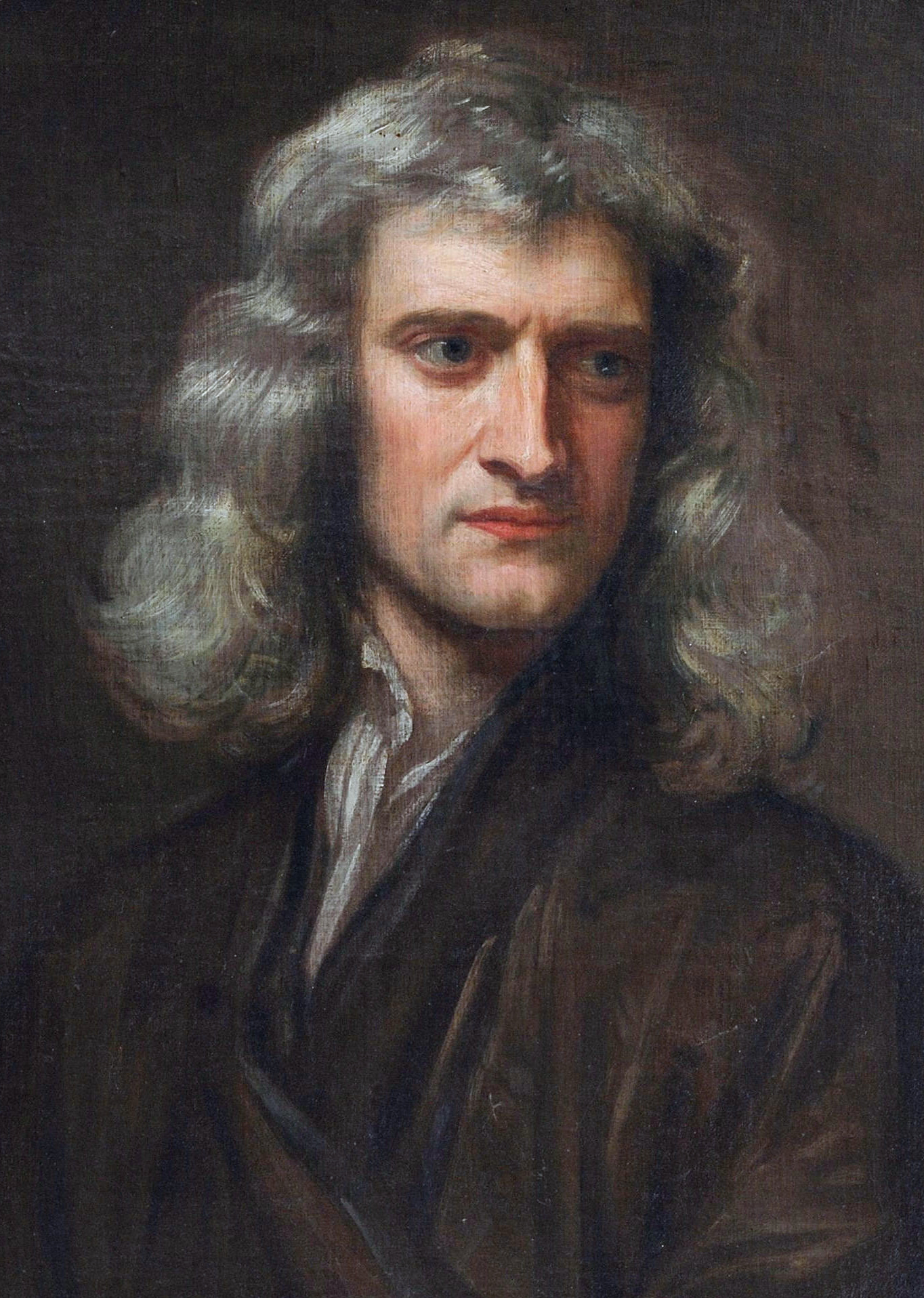
Isaac Newton.

Newton tomó el espacio como algo más que las relaciones entre los objetos materiales y basó su posición en la observación y la experimentación. Para un relativista puede no haber diferencia entre movimiento inercial, en el cual los objetos viajan a una velocidad constante, y movimiento no inercial, en el cual la velocidad cambia con el tiempo, ya que todas las mediciones espaciales son relativas a otros objetos y sus movimientos. Pero Newton sostuvo que puesto que el movimiento no inercial genera fuerzas, este debe ser absoluto. Él usó el ejemplo del agua en un cubo girando para demostrar su argumento. El agua en un cubo colgado de una soga y puesto a girar, comienza con una superficie plana. Después de un tiempo, como el cubo sigue girando, la superficie del agua se hace cóncava. Si el giro del cubo se detiene, entonces la superficie del agua sigue siendo cóncava, ya que sigue girando. La superficie cóncava, por consiguiente, no es al parecer el resultado del movimiento relativo entre el cubo y el agua. En lugar de ello, Newton sostuvo, debe ser el resultado de movimiento no inercial en relación con el espacio mismo. Durante varios siglos el argumento de cubo fue decisivo para demostrar que el espacio debe existir independientemente de la materia.
A pesar de estas diferencias, tanto para Newton como para Leibniz el espacio físico se podía representar adecuadamente mediante un espacio euclídeo tridimensional. Esta perspectiva cambiaría con el advenimiento de la teoría general de la relatividad y las teorías de gravedad cuántica.

### Kant

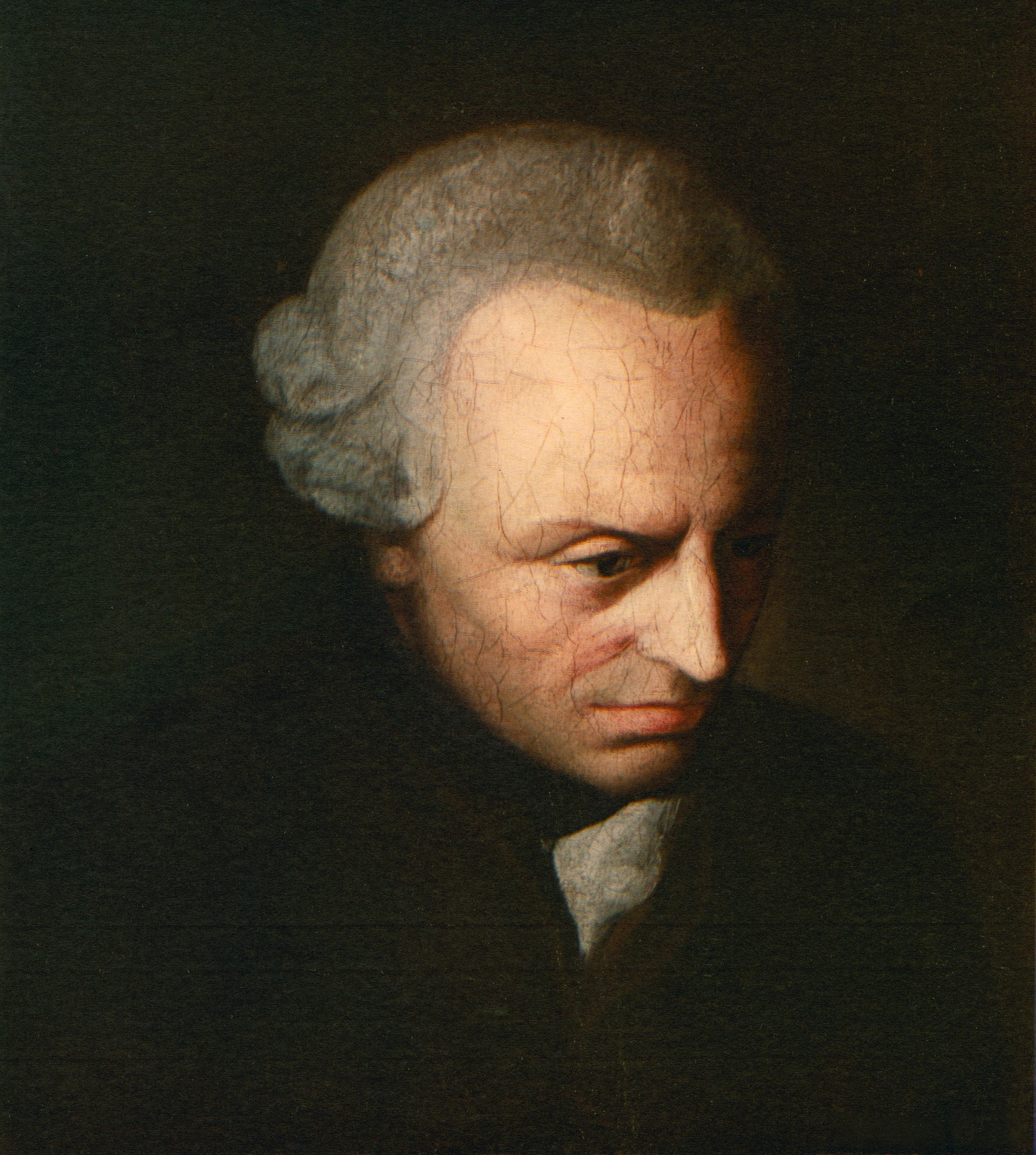
Immanuel Kant.

En el siglo XVIII el filósofo alemán Immanuel Kant desarrolló la teoría del conocimiento en la que el conocimiento sobre el espacio puede ser a la vez a priori y sintético. Según Kant, el conocimiento acerca del espacio es sintético, en que las afirmaciones sobre el espacio no son simplemente verdaderas en virtud del significado de las palabras en la declaración. En su trabajo, Kant rechazó la visión de que el espacio debe ser una sustancia o relación. En cambio, llegó a la conclusión de que el espacio y tiempo no son descubiertos porque no son características objetivas del mundo, sino realidades a priori que existen solo en nuestra mente; son propiedades de nuestra mente que nos permiten estructurar los elementos de nuestra experiencia.

### Geometrías no euclidianas

La geometría esférica es similar a la geometría elíptica. En la superficie de una esfera no hay líneas paralelas.

Los Elementos de Euclides contienen cinco postulados que son la base de la geometría euclidiana. Uno de ellos, el postulado de las paralelas ha sido materia de debate entre los matemáticos por muchos siglos. Este postula que en cualquier plano sobre el cual hay una línea recta L1 y un punto P fuera de aquella L1, hay solo una línea recta L2 sobre el plano que pasa por ese punto P y es paralela a L1. Hasta el siglo XIX, pocos dudaban de la veracidad de ese postulado; a pesar del debate centrado en si era necesario como un axioma, o si se trataba de una teoría que podría derivarse de los otros axiomas. Alrededor de 1830, el húngaro János Bolyai y el ruso Nikolai Ivanovich Lobachevsky publicaron por separado tratados sobre un tipo de geometría que no incluía el postulado de las paralelas, llamada geometría hiperbólica. En esta geometría, un número infinito de líneas paralelas pasa a través del punto P. Consecuentemente, la suma de los ángulos de un triángulo es menor de 180.o y la circunferencia de un círculo en relación con su diámetro es mayor que pi. En la década de 1850, Bernhard Riemann desarrolló una teoría equivalente llamada geometría elíptica, en la cual no pasan líneas paralelas a través de P. En esta geometría, los ángulos de los triángulos suman más de 180.o y los círculos tienen una razón entre la circunferencia y el diámetro menor que pi.
| Tipo de geometría | Número de paralelas | Suma de ángulos en un triángulo | Razón entre la circunferencia y el diámetro de un círculo | Medición de curvatura |
| ----------------- | ------------------- | ------------------------------- | --------------------------------------------------------- | --------------------- |
| Hiperbólica       | Infinito            | < 180.o                         | > π                                                       | < 0                   |
| Euclídea          | 1                   | 180.o                           | π                                                         | 0                     |
| Elíptica          | 0                   | > 180.o                         | < π                                                       | > 0                   |

### Gauss y Poincaré

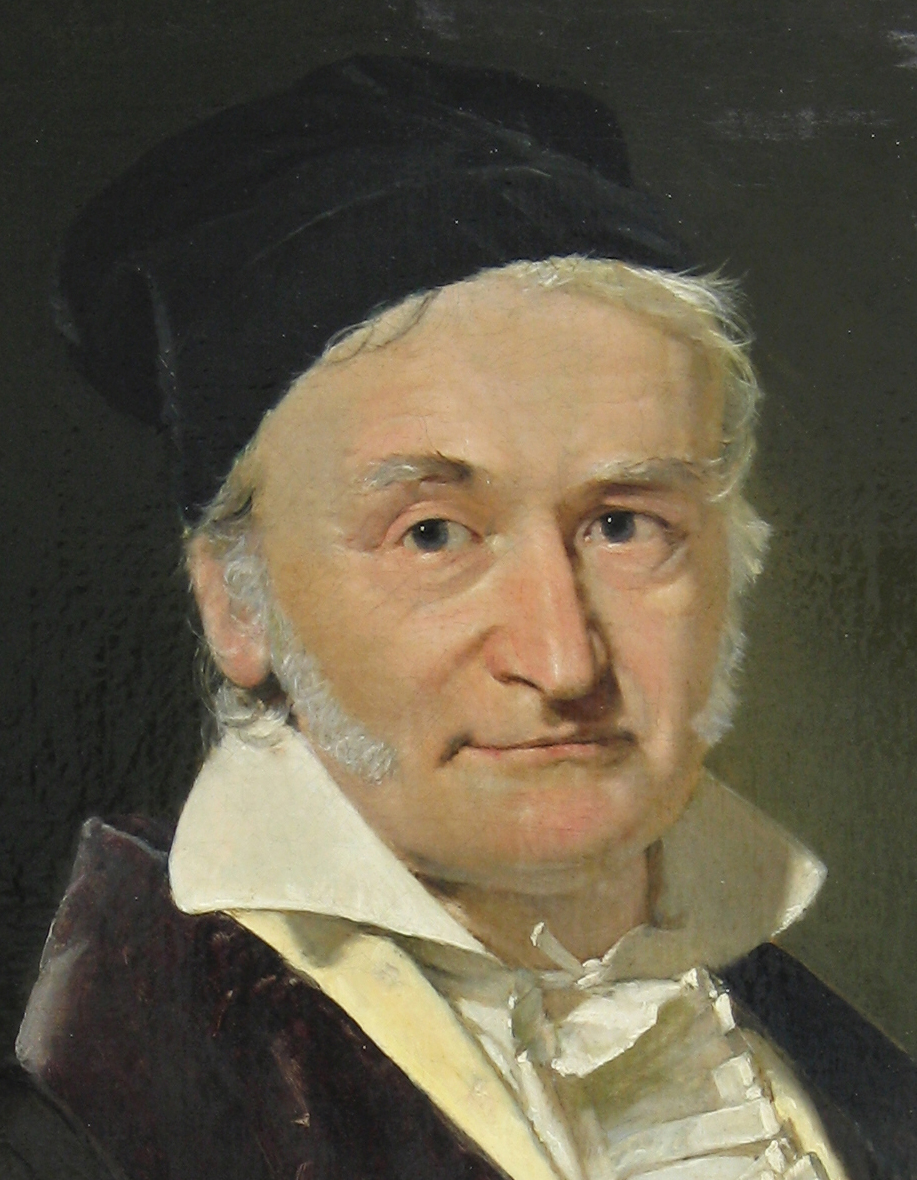
Carl Friedrich Gauss.

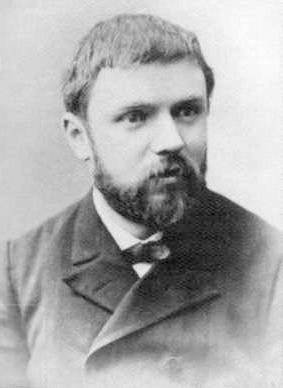
Henri Poincaré.

Aunque hubo un consenso predominante kantiano en el momento, una vez que las geometrías no-euclidianas se habían formalizado, algunos empezaron a preguntarse si el espacio físico es curvo o no. Carl Friedrich Gauss, el matemático alemán, fue el primero en considerar una investigación empírica de la estructura geométrica del espacio. Pensó en hacer una prueba de la suma de los ángulos de un triángulo estelar enorme y hay informes de que realmente llevó a cabo una prueba, en pequeña escala, triangulando cimas de montañas en Alemania.
Henri Poincaré, mátemático y físico francés del siglo XIX, introdujo una idea importante en la que intentó demostrar la inutilidad de cualquier intento de descubrir cuál geometría se aplica al espacio mediante un experimento. A su juicio, los científicos se enfrentarían a una difícil situación si se confinaran en la superficie de una gran esfera imaginaria con propiedades particulares, conocida como una esfera-mundo. En este mundo, la temperatura suele variar de una manera en la que todos los objetos se expanden y contraen en proporciones similares en diferentes lugares de la esfera. Con una adecuada caída de la temperatura, si los científicos tratan de usar varas de medir para determinar la suma de los ángulos de un triángulo, pueden ser llevados a pensar erróneamente que habitan un mundo plano, en vez de una superficie esférica. De hecho, los científicos no pueden determinar, en principio, si habitan en un mundo plano o esférico y, sostuvo Poincaré, lo mismo ocurre para el debate sobre si el espacio real es euclidiano o no. Para él, cuya geometría se utilizó para describir el espacio, era una cuestión de convención. Desde que la geometría euclidiana es más simple que la no euclidiana, asumió que la primera siempre se utiliza para describir la "verdadera" geometría del mundo.

### A. Einstein

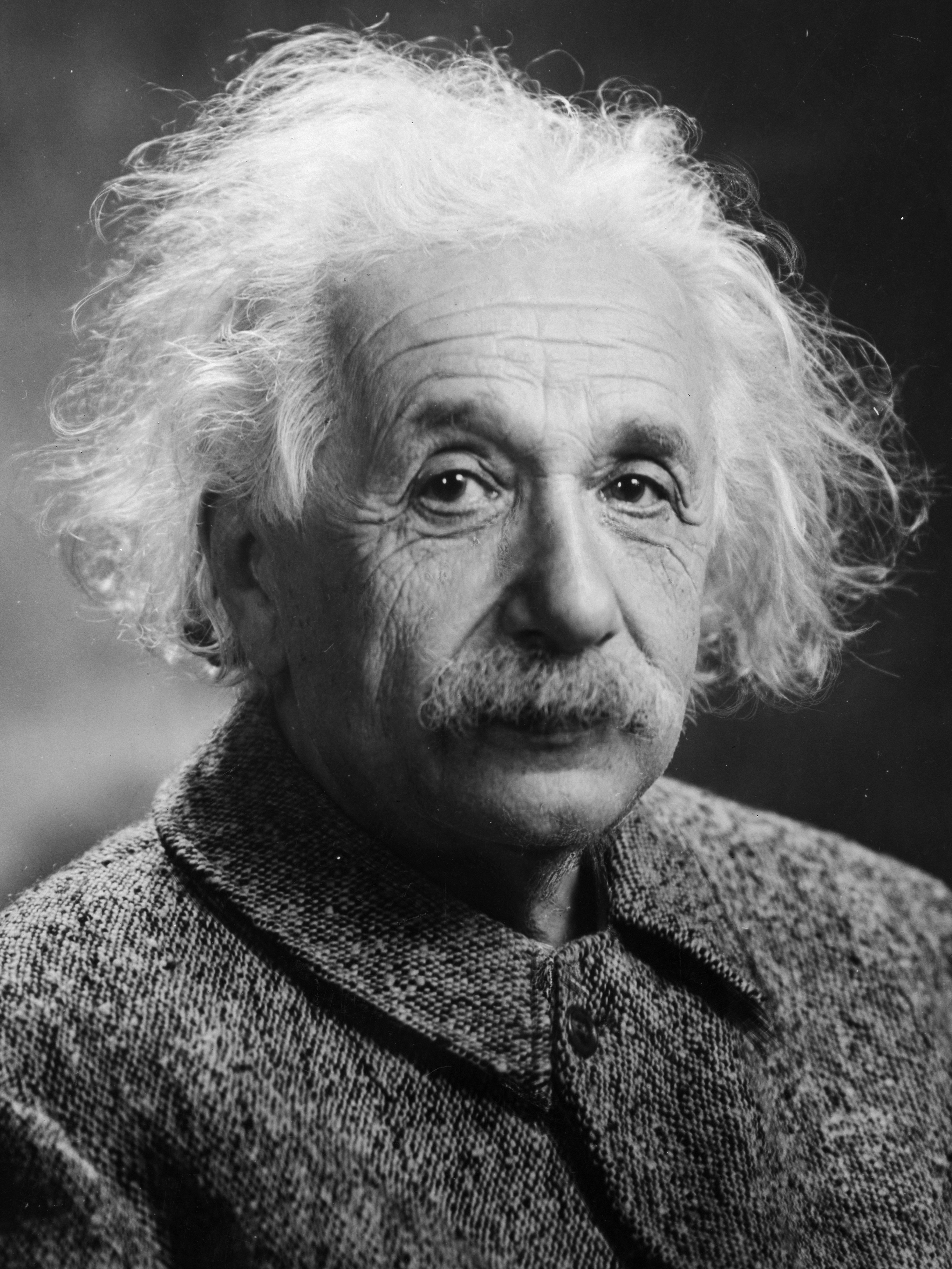
Albert Einstein.

En 1905, Albert Einstein publicó un documento sobre una teoría de la relatividad especial, en el cual proponía que el espacio y el tiempo se combinaban en una única construcción conocida como espacio-tiempo. En esta teoría, la velocidad de la luz en el vacío es la misma para todos los observadores —lo que resulta en que dos eventos que parecen simultáneos para un observador particular no lo serán para otro observador si ambos están en movimiento uno respecto del otro—. Por otra parte, un observador medirá un reloj en movimiento andar más lentamente que uno estacionario con respecto a ellos; y las medidas de los objetos tienden a reducirse en la dirección en la que están en movimiento respecto al observador. En esta teoría, el espacio y el tiempo son relativos al observador, cada observador mide distancias y tiempos diferentes, aunque existe una manera objetiva de relacionar las medidas de los diferentes observadores de manera consistente y sin violaciones de la causalidad física. Sin embargo, la teoría especial de la relatividad no era completa, porque no podía describir bien los fenómenos gravitatorios, ni tampoco era consistente la teoría de la gravedad newtoniana, por lo que Einstein buscó una teoría relativista más general.
En los diez años siguientes Einstein trabajó en una teoría general de la relatividad, la cual describe cómo la gravedad interactúa con el espacio-tiempo de manera adecuada, desde el punto de vista macroscópico. Dentro de esta teoría, la gravedad en lugar de ser un campo de fuerzas actuando en el espacio-tiempo, es un efecto colateral de la estructura geométrica no plana del espacio-tiempo. Esta teoría tenía la ventaja de explicar de manera natural por qué la masa inercial y la masa gravitatoria eran exactamente iguales, coincidía con las predicciones newtonianas en los casos en que esta era aplicable y además predecía fenómenos nuevos como el avance del perihelio de Mercurio. Además la teoría hace otras predicciones, actualmente bien verificadas: el tiempo marcha más despacio en lugares con menor potencial gravitatorio y los rayos de luz se desvían en presencia de un campo gravitatorio. Científicos han estudiado la conducta de los púlsares binarios, confirmando las predicciones de las teorías de Einstein y la geometría no euclidiana es por lo general utilizada para describir el espacio-tiempo.

### J. Wheeler
La teoría cuántica de campos ordinaria describe formalmente la interacción entre partículas y campos cuánticos en un espacio-tiempo plano, como el de la relatividad especial. Sin embargo, la teoría cuántica de campos, al igual que la teoría general de la relatividad, es incompleta, o en el mejor de los casos es una aproximación razonables en ciertos contextos, pero para describir cualquier fenómeno físico con precisión, en particular los inicios del Big Bang o las singularidades espacio-temporales dentro de los agujeros negros, sería necesaria una teoría cuántica de la gravedad.
En la actualidad, no existe una teoría completa y consistente de la gravedad que describa al mismo tiempo los fenómenos cuánticos y gravitatorios en situaciones de curvaturas espacio-temporales muy elevadas. La búsqueda de una teoría así ha sido intensa en las últimas décadas, y existe la convicción de que se requiere un tipo de descripción cuántica diferente del espacio-tiempo. Los razonamientos que llevaron a al embrión de esas ideas, llevaron a proponer el concepto de espuma cuántica como una descripción aproximada de lo que sería un espacio-tiempo cuántico, la idea original se debe a John Wheeler que la concibió en 1955. Presumiblemente el espacio-tiempo físico, realmente existente compartiría muchas de las características de la espuma cuántica concebida por Wheeler, aunque esa propuesta es sólo una conceptualización aproximada y, hasta la fecha, nadie ha conseguido formular una teoría matemáticamente completa y consistente basada en la noción de espuma cuántica que pueda resolver los problemas de la teoría cuántica de campos en presencia de fuertes campos gravitatorios.

## Matemáticas
En la matemática moderna los espacios matemáticos están definidos como conjuntos con alguna estructura añadida. Con frecuencia se describe como los diferentes tipos de variedades, que son espacios que se aproximan al espacio euclídeo, cuyas sus propiedades se definen en gran medida por la conexión local de los puntos que se encuentran en cada una de ellas. Sin embargo, hay muchos objetos matemáticos diversos que son llamados espacios. Por ejemplo, los espacios de funciones en general no tienen estrecha relación con el espacio euclídeo.

### Geometría
La geometría clásica fue una de los primeros desarrollos de la matemática que trató de capturar y formalizar la noción intuitiva de espacio físico. La geometría muy probablemente se originó en problemas prácticos relacionados con la agrimensura.

### Espacios vectoriales
Un refinamiento de la geometría clásica consistió en definir la estructura de espacio vectorial normado a partir de las propiedades particulares del espacio euclídeo. En un espacio de ese tipo se pueden definir distancias (y por tanto áreas o volúmenes) y se pueden formalizar otras nociones métricas.

### Espacios topológicos
Otra forma en que extender la noción de espacio geomético es centrarse en las propiedades de adyacencia, conexión, límite, continuidad, carácter acotado, compacidad, etc. En esas nociones las distancias carecen de importancia, por lo que la topología representa de alguna manera las propiedades independientes de magnitudes métricas.

## Física

### Mecánica clásica
El espacio es una de las pocas magnitudes fundamentales de la física, en el sentido de que no se puede definir a través de otras magnitudes físicas fundamentales, al no conocerse nada más fundamental en la actualidad. Por otra parte, puede estar relacionada con otras magnitudes fundamentales. Así, como otras magnitudes fundamentales (como tiempo y masa), el espacio puede ser explorado a través de la medición y el experimento.

### Astronomía
La astronomía es la ciencia relacionada con la observación, análisis y medición de los objetos del espacio exterior.

### Mecánica relativista
Antes del trabajo de Einstein en física relativista, el espacio y el tiempo eran vistos como dimensiones independientes. Los descubrimientos de Einstein demostraron que estos pueden combinarse matemáticamente en un objeto llamado espacio-tiempo. Resulta que las distancias en el espacio o en el tiempo separadamente no son invariantes respecto de la Transformación de coordenadas de Lorentz, pero sí las distancias en el espacio-tiempo de Minkowski a lo largo de intervalos de espacio-tiempo; lo que justifica el nombre.
Además, el tiempo y las dimensiones del espacio no deben verse como el equivalente exacto en el espacio-tiempo de Minkowski. Uno puede moverse libremente en el espacio pero no en el tiempo. Así, el tiempo y las coordenadas del espacio son tratados de manera diferente en la relatividad especial (en donde el tiempo a veces se considera una coordenada imaginaria) y en la relatividad general (donde se usan diferentes para los componentes espaciales y temporales de la métrica del espacio-tiempo).
Además, en la teoría de la relatividad general de Einstein, se postula que el espacio-tiempo está distorsionado geométricamente (curvado) cerca de masas gravitacionalmente significativas.
Hay experimentos en curso para intentar medir directamente ondas gravitacionales. Esto es esencialmente soluciones a las ecuaciones de la relatividad general, que describen ondas del espacio-tiempo en movimiento. Pruebas indirectas de esto se han encontrado en el movimiento de los sistemas binarios de Hulse-Taylor.

### Cosmología
La teoría de la relatividad conduce a la cuestión cosmológica de cuál es la forma del universo y de dónde procede el espacio. Parece que el espacio fue creado en el Big Bang y se ha expandido desde entonces. La forma general del espacio no se conoce, se sabe que el espacio se expandió muy rápidamente debido a la inflación cósmica. Alan Guth conocido por su Teoría de la Inflación, presentó las primeras ideas en un seminario en el Stanford Linear Accelerator Center el 23 de enero de 1980.

### Gravedad cuántica
El primer físico que se percató que la mecánica cuántica debían comportar cambios en la estructura del espacio-tiempo a muy pequeña escala fue Matvei Bronstein en los años 1930. La comprensión de la creación de pares de partícula y antipartícula llevó a la comprensión de que escalas muy pequeñas del orden de la longitud de Planck el espacio-tiempo tendría que diferir notablemente del modelo de variedad diferenciable usado en la teoría de la relatividad general. Actualmente (2025) no se dispone de ninguna teoría exacta y completa de gravedad cuántica, es decir, no se de una teoría cuántica de campos para el campo gravitatorio, aunque se intuyen algunas de las consecuencias que dicha teoría tendría para la estructura del espacio-tiempo. La intuición de la mayor parte de físicos actuales, es que  a muy pequeña escala el espacio-tiempo podría ser "hervidero" de partículas y antipartículas virtuales que hacen que a muy pequeña escala el espacio-tiempo parezca una espuma cuántica aleatoria y altamente irregular y cambiante.

### Medición espacial
La medición del espacio físico ha sido importante desde hace mucho tiempo. Aunque las sociedades anteriores se habían desarrollado sistemas de medición, el Sistema Internacional de Unidades, (SI), es ahora el más comúnmente utilizado en la medición del espacio, y es casi universalmente utilizado dentro de la ciencia.
En la actualidad, el intervalo de espacio estándar, llamado metro patrón o simplemente metro, es definido como la distancia recorrida por la luz en el vacío durante un intervalo de exactamente 1 / 299.792.458 de segundo. Esta definición, junto con la definición actual de segundo, se basa en la teoría de la relatividad especial en la cual la velocidad de la luz desempeña el rol de una constante fundamental de la naturaleza.

## Geografía
La geografía es la rama de la ciencia relacionada con la identificación y descripción de la Tierra, utilizando la conciencia espacial para tratar de entender por qué las cosas existen en lugares específicos. La cartografía es la asignación de espacios para permitir una mejor navegación, para propósitos de visualización y de actuar como un dispositivo de localización. La geoestadística emplea conceptos estadísticos para la recolección de datos espaciales con el fin de crear una estimación de los fenómenos observados.
El espacio geográfico es habitualmente considerado como el terreno que puede ser apropiado (en cuyo caso es visto como finca, parcela o territorio). Mientras que algunas culturas basan sus leyes en la propiedad privada del espacio, otras se identifican con enfoques comunales de la propiedad de la tierra, mientras que algunas otras, como los aborígenes australianos, en vez de considerar la tierra como propiedad, invierten la relación y se consideran propiedad de la tierra que habitan.
La propiedad del espacio no está restringida a la tierra. La propiedad del espacio aéreo y de las aguas internacionales es decidida internacionalmente. Otras formas de propiedad han sido recientemente establecidas a otros espacios; por ejemplo, las bandas de frecuencia de radio del espectro electromagnético o el ciberespacio.
El espacio público es el lugar donde cualquier persona tiene el derecho de circular, en oposición a los espacios privados, donde el paso puede ser restringido, generalmente por criterios de propiedad privada, reserva gubernamental u otros. Por tanto, es aquel espacio de propiedad pública, dominio y uso público.

## Psicología
Los psicólogos comenzaron por primera vez a estudiar cómo percibimos el espacio en la mitad del siglo XIX. Todo lo concerniente a esos estudios es ahora una rama de la psicología. Los psicólogos analizan la percepción del espacio en lo relacionado con cómo reconocemos un objeto físico o percibimos sus interacciones.
Estudios más especializados incluyen la percepción amodal y la permanencia de los objetos. La percepción de los alrededores es importante debido a su relevancia necesaria para la supervivencia, especialmente con respecto a la caza y la autoconservación así como para la idea del espacio personal.
Se han encontrado fobias relacionadas con el espacio, incluyendo la agorafobia (el miedo a los espacios abiertos), la astrofobia (el miedo al espacio celeste) y la claustrofobia (el miedo a los espacios cerrados).